# المقحوز (حزم العدين)

تعديل مصدري - تعديل

المقحوز محلة تابعة لقرية كباهبة، التابعة لعزلة بني على بمديرية حزم العدين إحدى مديريات محافظة إب في الجمهورية اليمنية، بلغ تعداد سكانها 33 حسب تعداد اليمن لعام 2004.